# Rachel Kimsey
Rachel Kimsey (* 28. August 1978 in Tustin, Orange County, Kalifornien) ist eine US-amerikanische Schauspielerin.

## Leben und Karriere
Rachel Kimsey wurde 1978 in Tustin, Kalifornien geboren. Im Jahr 2000 verließ sie die Brigham Young University mit einem Bachelor of Fine Arts.
Kimsey gab 1999 ihr Schauspieldebüt in der Filmkomödie Fortune Cookie. In dem Fernsehfilm Die Rückkehr der vergessenen Freunde von Walt Disney Television spielte sie die Rolle der jüngeren Zoe. Dabei stand sie neben Erin Chambers, Ty Hodges, Steve Valentine und Robin Riker vor der Kamera. Als gealterte Sharona, die von einem Serienkiller getötet werden soll, ist sie in der Folge Schneller als der Teufel der US-amerikanischen Fernsehserie Medium – Nichts bleibt verborgen im Jahr 2005 zu sehen. Dieses Vorhaben konnte von dem Medium Allison DuBois (dargestellt durch Patricia Arquette) verhindert werden. Anschließend verkörperte Kimsey bis 2006 in 121 Episoden den Charakter Mackenzie Browning in der Seifenoper Schatten der Leidenschaft. Im Jahr darauf war sie in der Folge Verwandte Seelen von Heroes als Michelle zu sehen. Bevor sie in 14 Folgen in der Fernsehserie Zeit der Sehnsucht mitspielte, wirkte sie in den Kurzfilmen If It Kills Me und Don’t Let Her Pull You Down mit.
Im 2015 erschienenen Videospiel Call of Duty: Black Ops III stellte sie die Rolle der Rachel Kane dar.

## Filmografie (Auswahl)
- 1999: Fortune Cookie
- 1999: Die Rückkehr der vergessenen Freunde (Don’t Look Under the Bed, Fernsehfilm)
- 2005: Medium – Nichts bleibt verborgen (Medium, Fernsehserie, Folge 1x06 Schneller als der Teufel)
- 2005–2006: Schatten der Leidenschaft (The Young and the Restless, Fernsehserie, 121 Folgen)
- 2007: Heroes (Fernsehserie, Folge 2x03 Verwandte Seelen)
- 2008: If It Kills Me (Kurzfilm)
- 2008: Navy CIS (NCIS, Fernsehserie, Folge 5x13 Hundeleben)
- 2009: Don’t Let Her Pull You Down (Kurzfilm)
- 2009: Zeit der Sehnsucht (Days of Our Lives, Fernsehserie, 14 Folgen)
- 2010: Am Ende der Nacht
- 2011: Just Three Words (Kurzfilm)